# Hypsolebias flavicaudatus
Hypsolebias flavicaudatus, es una especie de pez actinopeterigio de agua dulce, de la familia de los rivulines. Etimología: flavicaudatus proviene del latín flavus (amarillo) y caudatus (con aleta caudal), una alusión al patrón de color de los machos.
Es usado comercialmente en acuariofilia, aunque es muy difícil de mantener en acuario.

## Morfología
Con el cuerpo muy colorido que lo hace idóneo para acuarios, la longitud máxima descrita fue de 8 cm. El pedúnculo caudal de la hembra con manchas negras, aleta anal masculina con franja distal gris a negro, puntos iridiscentes restringidos a la parte posterior de la aleta, parte anterior rosa y amarillo posterior, la aleta caudal sub-truncada en el macho y redondeada en la hembra, poseen órganos de contacto finos de la aleta pectoral, y no tienen manchas negras y manchas redondas brillantes en la parte anterobasal de la aleta dorsal del macho.

## Distribución y hábitat
Se distribuye por ríos de América del Sur, por toda la cuenca fluvial del río São Francisco, en Brasil. Son peces de agua dulce, de comportamiento bentopelágico no migratorio, que prefieren aguas tropicales entre 22 y 26 °C, suele encontrarse en las charcas estacionales en la época de lluvias.